# Kantábriai nyelvjárás
A kantábriai nyelvjárás (spanyolul cántabro – nyelvjárásban cántabru – vagy montañés, a La Montaña-ból, amely a terület történelmi elnevezése) a spanyolországi Kantábria területén beszélt nyelvváltozat. Nyelvtörténetileg átmenetet képez az asztúriai dialektusok és a kasztíliai között, így a szakemberek egy része az asztúriai–leóni, míg mások a kasztíliai nyelvjárások között tartják számon. Beszélőinek száma jelentős mértékben fogy, ezért a kihalás veszélyei fenyegeti. A több mint félmilliós lakosú Kantábriában csupán háromezren beszélnek kantábriaiul.[forrás?]

## Főbb sajátosságok
Molondrón
Me pegó mi padri
Me pegó mi güelu
Por andar de nochi
De ronda y de juegu
Molo, molondrón
Molondrón, molondrero (bis)
Por andar de nochi
De ronda y de juegu
Me han zumbao la cara
Me han zumbao el cuerpu
Molo, molondrón
Molondrón, molondrero (bis)
Me han zumbao la cara
Me han zumbao el cuerpu
Me han llenao de golpis
Y no soy panderu
Molo, molondrón
Molondrón, molondrero (bis)
Me han llenao de golpis
Y no soy panderu
No quiero de nochi
Más ronda ni juegu
Molo, molondrón
Molondrón, molondrero (bis)
A magánhangzórendszer általánosságban a kasztíliaihoz igazodik, azonban néhány sajátos ponton eltér attól:
- A hangsúlytalan szóvégi -o helyén -u áll: hoyo → hoyu ’lyuk’, humo → humu ’füst’.
- A szóvégi hangsúlytalan -e helyett -i hangot találunk: leche → lechi ’tej’, buitre → buitri ’keselyű’. Ez azonban nem annyira elterjedt, mint az előző jelenség.
- Megfigyelhetőek egyéb magánhangzóváltozások is a szó belsejében, a szóvégi magánhangzó átalakulásának hatására: caldero → caldiru ’üst’, trueno → truínu ’mennydörgés’, pasado → peséu ’múlt’, reímos → rimus ’nevetünk’.
- Az -a, -as végződés magánhangzóját e-be hajlóan ejtik (az átírásban: ä), vagy e-vé alakul: hierba → hierbä ’széna’, leña → leñe ’tűzifa’. Ez kiterjed az igeragozásra is: cogía → cogíä  vagy cogíe ’fogott’, salía → salíä vagy salíe ’kijött’.
- Megfigyelhető a ae, eo, oa kapcsolatok hangsúlytalan magánhangzójának félhangzóvá alakulása: traeré → trairé ’hozni fogok’, almohada → almuada ’párna’ stb.
- A hangsúly megváltozása az -íais igevégződésekben: hacíais → haciáis ’csináltátok’, cogíais → cogiáis ’fogtátok’.
- A hangsúlytalan magánhangzók hangszíne olykor labilis: astilla → estilla ’szálka’, cellisca → cillisca vagy zullisca ’hóvihar’.

A mássalhangzórendszerben nincsenek jelentősebb eltérések a sztenderd kasztíliaihoz képest. Néhány jellegzetesség:
- A latin F-ből származó h- kiejtése az olyan szavakban, mint harina ’méz’, horno ’sütő’, humo ’füst’ stb.
- Az -ado, -ada, -eda végződésekben a -d- kiesik: nevada → nevá ’havas’, polvareda → polvorea ’porfelhő’, separados → separaos ’szétválasztottak’.
- Bizonyos területeken a szó eleji l- palatalizálódik: lodo → llodu ’latyak’.
- A magánhangzók közötti ll/y olykor nagyon gyengén ejtődik, palatális magánhangzók környezetében ki is eshet: trayendo → traendo ’hozva’, leyendo → leendo ’olvasva’.
- Az -se végű igék főnévi igenevében az -r kiesik: quemarse → quemase ’megégni’.

A nyelvtan tekintetében ugyanazok az ingadozások figyelhetőek meg, mint általában a kasztíliai nyelvjárási területeken. Az egyik legjellemzőbb sajátosság az asztúriai nyelvjárásokban szintén megtalálható ún. anyagi semlegesnem (neutro de materia), vagyis az anyagot jelölő nőnemű főnevek hímnemű melléknévvel történő használata: la carne asáu ’sült hús’, la leche fresco ’friss tej’.

## Lásd még
- Spanyol nyelvjárások
- Asztúriai–leóni nyelv